# Deutscher Comedypreis 2017
Die 21. Verleihung des Deutschen Comedypreises 2017 fand am 24. Oktober 2017 im Rahmen des 27. Internationalen Köln Comedy Festivals in Köln statt. Die Moderation der Verleihung übernahm Chris Tall.
Die Aufzeichnung der Preisverleihung wurde auf dem Fernsehsender RTL am Freitag, den 27. Oktober 2017, um 20:15 Uhr ausgestrahlt.

## Jury
Am Tag der Verleihung entschied die unabhängige Fachjury mit dem Jurypräsidenten Johann König und dem Juryvorsitzenden Ralf Günther über die Preisträger. Des Weiteren waren in der Jury der Regisseur Marco Musienko, die Autoren Ralf Husmann, Markus Barth und Anja Rützel sowie die Geschäftsführerin von Sony Pictures, Astrid Quentell.

## Preisträger und Nominierte
Am 12. September 2017 wurden die Nominierungen bekanntgegeben. Sechs Wochen später am 24. Oktober 2017 wurden die Preisträger bekanntgegeben.

### Bestes TV-Soloprogramm
Sascha Grammel live! Ich find's lustig (RTL)
Paul Panzer live! Invasion der Verrückten (RTL)
Luke Mockridge Live! – I'm lucky, I'm Luke (Sat.1)

### Beste Comedyserie
Der Tatortreiniger (NDR)
Magda macht das schon! (RTL)
Nicht tot zu kriegen (RTL)

### Beste Sketch-Show
Sketch History (ZDF)
Rabenmütter (Sat.1)
Knallerkerle (Sat.1)

### Beste Comedy-Show
Luke! Die Woche und ich (Sat.1)
Genial daneben (Sat.1)
PussyTerror TV (ARD/WDR)
Sträters Männerhaushalt (WDR)
Die Bülent Ceylan Show (RTL)

### Beste Satire-Show
heute-show (ZDF)
Die Mathias Richling Show (SWR)
Mann, Sieber! (ZDF)

### Beste Innovation
jerks. (ProSieben)
Olaf Schubert und die ziemlich große Oper (MDR)
Kroymann (ARD)

### Beste Schauspielerin / Bester Schauspieler
Olli Dittrich für Olli Dittrichs TV-Zyklus: Selbstgespräche – mit Konstantin Pfau und Olli Dittrichs TV-Zyklus: Meisterreporter – Sigmar Seelenbrecht wird 81
Verena Altenberger für Magda macht das schon!
Matthias Matschke für Sketch History und Professor T.

### Beste Komikerin / Bester Komiker
Carolin Kebekus
Sascha Grammel
Olaf Schubert
Torsten Sträter
Luke Mockridge

## Weitere Preisträger
Die folgenden Preise sind vom Veranstalter, der Köln Comedy Festival GmbH, gesetzte Preise und wurden ohne vorherige Nominierung während der Preisverleihung am Abend bekanntgegeben. Der Ehrenpreis wurde schon vorher am Morgen der Preisverleihung verkündet.

### Erfolgreichster Live-Act
Luke Mockridge

### Beste Newcomerin
Hazel Brugger

### Beste Kinokomödie
Willkommen bei den Hartmanns

### Ehrenpreis
Ottfried Fischer